# Controlled flight into terrain
Controlled flight into terrain (CFIT) is een term gebruikt voor een vliegongeval waarbij een luchtwaardig vliegtuig onder besturing van een piloot tegen de grond, een obstakel of het water vliegt. De term werd voor het eerst gebruikt door ingenieurs van Boeing eind jaren zeventig. Bij een CFIT zijn piloten zich vaak onbewust van het gevaar, tot het moment dat het te laat is om het ongeval te voorkomen.
Ongevallen waarbij het vliegtuig op het moment van het ongeval niet meer onder controle was, als gevolg van mechanisch falen of een fout van de piloot, worden niet als CFIT beschouwd (ze staan bekend als "Uncontrolled flight into terrain" of UFIT), noch worden incidenten die het gevolg zijn van een opzettelijke actie van de persoon bij die het vliegtuig bestuurde, zoals terreurdaden of zelfmoord door piloten gerangschikt onder "CFIT".

## Oorzaken
CFIT treedt vooral op bij vliegtuigen die bezig zijn te dalen om op een nabijgelegen vliegveld te landen. De botsing in kwestie vindt vaak plaats op verhoogd terrein zoals een heuvel of een berg. Ook van invloed is een gebrekkig zicht door wolken.
CFIT kan optreden door technische mankementen. Een bekend voorbeeld hiervan is een niet (correct) functionerend navigatiesysteem. Wat ook geregeld voorkomt is een klein technisch probleem dat niet van invloed is op het vermogen van het vliegtuig om te kunnen vliegen, maar de piloten wel zo afleidt dat ze niet doorhebben dat het vliegtuig te laag vliegt.
CFIT kan optreden als gevolg van vermoeidheid, desoriëntatie of draaiduizeligheid van de piloot. 
Om CFIT tegen te gaan zijn veel vliegtuigen voorzien van een ground proximity warning system (GPWS), welke via een radiohoogtemeter meet hoe hoog het vliegtuig boven de grond vliegt en alarm slaat als het vliegtuig te laag komt.

## Noemenswaardige ongelukken
Enkele bekende ongelukken als gevolg van CFIT zijn:
- De crash van een Star Dust-vliegtuig op 2 augustus 1947. De piloten dachten ten onrechte dat ze al bij het vliegveld waren en zetten te vroeg de landing in.
- Pan Am-vlucht 151 - 21 juni 1951
- Air France-vlucht 178 - 1 september 1953
- Trans-Canada Airlines-vlucht 810 - 9 december 1956
- Northeast Airlines-vlucht 823 - 1 februari 1957
- Vliegramp bij Winkton G-AOVD - 24 december 1958
- American Airlines-vlucht 320 - 3 februari 1959
- TAA Fokker Friendship-ramp - 10 juni 1960
- United Airlines-vlucht 389 - 16 augustus 1965
- American Airlines-vlucht 383 - 8 november 1965
- Sabena-vlucht 712 - 13 juli 1968
- Southern Airlines-vlucht 932 - 14 november 1970
- Fuerza Aérea Uruguaya vlucht 571 - 13 oktober 1972
- Eastern Airlines-vlucht 401 - 29 december 1972
- Delta Airlines-vlucht 723 - 31 juli 1973
- TWA-vlucht 514 - 1 december 1974
- Air New Zealand-vlucht 901 - 28 november 1979
- Mt. San Pietro-ramp - 1 december 1981
- Avianca-vlucht 011 - 27 november 1983
- Mozambican Tupolev Tu-134-vliegramp - 19 oktober 1986
- Avianca-vlucht 410 - 17 maart 1988
- Indian Airlines-vlucht 113 - 19 oktober 1988
- Independent Air-vlucht 1851 - 8 februari 1989
- Surinam Airways-vlucht PY764 - 7 juni 1989
- Indian Airlines-vlucht 605 - 14 februari 1990
- Ansett New Zealand-vlucht 703 - 5 juni 1995
- American Airlines-vlucht 1572 - 12 november 1995
- American Airlines-vlucht 965 - 20 december 1995
- Korean Air-vlucht 801 - 6 augustus 1997
- Crossair-vlucht 3597 - 24 november 2001
- Kam Air-vlucht 904 - 3 februari 2005
- Armavia-vlucht 967 - 3 mei 2006
- Atlasjet-vlucht 4203 - 30 november 2007
- Santa Bárbara Airlines-vlucht 518 — 21 februari 2008
- Poolse luchtmacht TU-154 Reg.-101 met aan boord de president van Polen, Lech Kaczynski - 10 april 2010
- Afriqiyah Airways-vlucht 771 - 12 mei 2010
- Airblue-vlucht 202 - 28 juli 2010
- RusAir-vlucht 9605 - 20 juni 2011
- Asiana Airlines-vlucht 214 - 6 juli 2013